# Prayer in C
Prayer In C est une chanson sortie en 2010 du groupe de folk Lilly Wood and the Prick, formé par la chanteuse franco-israélienne Nili Hadida et le musicien français Benjamin Cotto. Elle figure sur leur premier album Invincible Friends sorti en 2010. En 2014 le DJ allemand Robin Schulz remixe la chanson qui sort en single et rencontre un important succès, se classant en tête des charts dans plusieurs pays européens.

## Remix
Singles par Lilly Wood and the Prick
Let's Not Pretend
(2013)
Singles par Robin Schulz
Waves
(2014) Sun Goes Down
(2015)
Le DJ allemand Robin Schulz contacte par mail le duo français Lily Wood and the Prick afin d'utiliser Prayer in C. Le duo français lui donne son accord. Quelque temps après, Schulz envoie le premier résultat. « On trouvait ça bien qu'il ait réussi à transformer de manière assez solaire une chanson basée sur une guitare et une voix assez lente et mélancolique », explique le groupe. Schulz souhaite utiliser le remix pour son album, de ce fait le duo envoie les différentes pistes d'enregistrement. Le clip est tourné à Berlin, essentiellement dans la Porte de Cottbus, le quartier près d'ne station U-Bahn, Kottbusser Tor.

### Liste des pistes
- Téléchargement numérique[2]

1. Prayer in C (Robin Schulz Radio Edit) – 3:09

- CD single

1. Prayer in C (Robin Schulz Radio Edit) – 3:09
2. Prayer in C (Robin Schulz Remix) – 5:22

### Classement hebdomadaire
| Classement (2014-2015)                    | Meilleure position |
| ----------------------------------------- | ------------------ |
| Allemagne (Media Control AG)              | 1                  |
| Autriche (Ö3 Austria Top 40)              | 1                  |
| Australie (ARIA)                          | 7                  |
| Belgique (Flandre Ultratop 50 Airplay)    | 1                  |
| Belgique (Flandre Ultratop 50 Dance)      | 1                  |
| Belgique (Flandre Ultratop 50 Singles)    | 1                  |
| Belgique (Wallonie Ultratop 50 Airplay)   | 1                  |
| Belgique (Wallonie Ultratop 50 Dance)     | 1                  |
| Belgique (Wallonie Ultratop 50 Singles)   | 1                  |
| Canada (Billboard Canadian Hot 100)       | 12                 |
| Danemark (Tracklisten)                    | 1                  |
| Espagne (PROMUSICAE)                      | 1                  |
| États-Unis (Billboard Hot 100)            | 23                 |
| Finlande (Suomen virallinen lista)        | 1                  |
| France (SNEP)                             | 1                  |
| Grèce (Billboard)                         | 1                  |
| Hongrie (Rádiós Top 40)                   | 1                  |
| Irlande (Irish Singles Chart)             | 1                  |
| Israël (Media Forest)                     | 1                  |
| Italie (FIMI)                             | 1                  |
| Luxembourg (Billboard)                    | 1                  |
| Norvège (VG-lista)                        | 1                  |
| Nouvelle-Zélande (RMNZ)                   | 5                  |
| Pays-Bas (Nederlandse Top 40)             | 1                  |
| Tchéquie (IFPI Rádio)                     | 2                  |
| Royaume-Uni (The Official Charts Company) | 1                  |
| Slovaquie (IFPI Rádio)                    | 1                  |
| Suède (Sverigetopplistan)                 | 1                  |
| Suisse (Schweizer Hitparade)              | 1                  |